# Викторија Џастис
Викторија Дон Џастис (енгл. Victoria Dawn Justice; Холивуд, 19. фебруар 1993) америчка је глумица и певачица. Током 2003. године, она је започела своју глумачку каријеру, глумећи у филмовима, телевизијским серијама и рекламама. Доживела је славу на Никелодиону као Лола Мартинез у серији Зои 101 (2005—2008), и као Тори Вега у серији Викторијус (2010—2013).
Године 2015. почела је да глуми у серији Eye Candy која се емитовала на МТВ-ју.
Поред глумачке, Викторија такође има и музичку каријеру. Она је снимила неколико песама за албум филма Спектакуларно!, у ком је глумила, такође и мноштво песама за серију Викторијус.

## Каријера

### 2010–2013:Викторијус
Викторија је потврдила да ће глумити у серији Викторијус на Никелодеону, уз објашњење да је серија настала тако што је Ден Шнајдер, након три године рада са њом, на серији Зои 101, схватио да она може да игра и пева и одлучио да направи шоу за њу. Емисија је дебитовала је 27. марта 2010. године и имала је 5,7 милиона прегледа, што је чини другом највише оцењеном премијером за серије на Никелодеону уживо. Првобитна епизода ове серије догодила се након 2010 Kids' Choice Awards. Викторија је снимила неколико песама за серију и имала је прилику да дели сетове на снимању са различитим младим уметницима, који су, као и она били у потрази за уметничким могућностима. Неки од њих су Аријана Гранде, ХК Гонзалез, Леон Томас III , Мет Бенет, Џејк Фаров, Елизабет Гилис, између осталог, учествујући у неколико сезона у којима доминирају у епизодама као што су Птица сцена, Тори Зомби и Преживљавање најтоплијег.